# Dana (cantante surcoreana)
Hong Sung-mi (hangul: 홍성미, hanja: 洪性美; Seúl, 17 de julio de 1986), más conocida por su nombre artístico Dana, es una cantante y actriz surcoreana, conocida por ser exintegrante del grupo femenino surcoreano The Grace. Previamente, también debutó en solitario en 2001 con el álbum Dana.

## Carrera
Dana comenzó su carrera en el mundo del espectáculo como solista en el año 2001, firmando un contrato con la compañía discográfica SM Entertainment, cuyo mánager, Lee Soo-man, tenía previsto convertirla en "la nueva BoA". Antes de su debut oficial como cantante, Dana protagonizó en el año 2000 la película en 3D de ciencia ficción de H.O.T Age Of Peace, de la que tomó el nombre artístico de Dana, y luego también participó en el video musical de Kangta "Polaris".
En 2001, la cantante lanzó su álbum debut Dana (también conocido como The First Album) promocionando la canción "세상끝까지 (Hasta el fin del mundo)", un remake de Tell Me No More Lies del europeo Stefan Aberg. Después de esto, lanzó la canción dance pop "Diamond" junto con Jung Yunho, quien tiempo después se convertiría en el líder del grupo TVXQ en 2003. La carrera de Dana comenzó a florecer gracias también a apariciones promocionales en programas de variedades de televisión como X-Man y, en particular, al papel protagónico que consiguió en la comedia Nonstop . Sin embargo, su segundo álbum lanzado en 2003 no tuvo éxito, y, debido a las malas ventas, Dana desapareció temporalmente de la industria musical. En 2005, se convirtió en miembro del grupo femenino surcoreano The Grace, para el cual también compuso una canción en japonés que cantó sola, "Sayonara No Mukou Ni", que también fue el cuarto sencillo japonés del grupo. Estuvo en el grupo hasta su disolución en 2010. En 2011, junto con su compañera de grupo Sunday, formaron la subunidad The Grace - Dana & Sunday, y juntas lanzaron varios sencillos, aunque solo estuvieron activas durante ese año.

## Discografía

### Álbumes en solitario
- Dana (también conocido como The First Album) (10 de septiembre de 2001)
- 남겨둔 이야기 (1 de octubre de 2003)

### Vídeos musicales
- 세상끝까지
- Diamond
- Pretty...
- 남겨둔 이야기 (Maybe)
- What is Love (versión original)

### Colaboraciones
- Angel Eyes, SM Town (diciembre de 2001)
- Summer Vacation, SM Town (junio de 2002)
- My Angel My Light, SM Town (diciembre de 2002)
- Hello! Summer!, SM Town (junio de 2003)
- 2003 K-POP Super best 2 (2003)
- SnowFlake, SM Town (diciembre de 2003)
- Hot Mail, SM Town (julio de 2004)
- 06 Summer, SM Town (junio de 2006) (como miembro de The Grace)
- 2006 Winter, SM Town (diciembre de 2006) (como miembro de The Grace)
- 2007 Summer, SM Town (julio de 2007 (como miembro de The Grace)

## Filmografía
- Age of Peace (película en 3D), junto con H.O.T (2000)[3]
- Vídeo musical Polaris, de Kangta (2001)[4]
- Nonstop (temporada 3) (2002)